# Hendrik Isemborghs
Henricus "Rik" Victor Isemborghs (30 januari 1915 te Borgerhout - 9 maart 1973) was een Belgisch voetballer die speelde als aanvaller. Hij voetbalde in Eerste klasse bij R. Beerschot AC en speelde 16 interlands met het Belgisch voetbalelftal.

## Loopbaan
Isemborghs debuteerde in 1932 als aanvaller bij R. Beerschot AC en verwierf er al snel een basisplaats. Met Beerschot werd Isemborghs landskampioen in 1938 en 1939 en vicekampioen in 1937. In de jaren dat de ploeg kampioen speelde eindigde Isemborghs telkens op de vierde plaats in de topschutterslijst. Aan de vooravond van de Tweede Wereldoorlog zette hij een punt achter zijn spelersloopbaan op het hoogste niveau. In totaal speelde hij 254 wedstrijden in de hoogste afdeling en scoorde hierin 175 doelpunten.
Tussen 1935 en 1939 speelde Isemborghs 16 wedstrijden met het Belgisch voetbalelftal en scoorde hierin acht doelpunten. Op het Wereldkampioenschap voetbal 1938 in Frankrijk speelde hij mee in de wedstrijd tegen Frankrijk. Isemborghs maakte het enige Belgische doelpunt in de match die met 3-1 verloren werd.

## Privé
Rik Isemborghs werd geboren als Wouters, zijn ouders waren nog niet getrouwd maar op 10 juni 1919 veranderde zijn naam naar zijn vaders familienaam Francisuc Isemborghs.